# Перша громадянська війна в Судані
Перша громадянська війна в Судані — збройний конфлікт у Судані між християнським Півднем та мусульманською Північчю у 1955 — 1972 роках.

## Витоки конфлікту
У лютому 1953 року Велика Британія і Єгипетське королівство уклали угоду, що передбачала суданське самоврядування і самовизначення. При цьому північ і центр Судану, населений арабами і християнський південь країни були об'єднані в єдину адміністративну одиницю в рамках британської стратегії на Близькому Сході. Перехідний період до незалежності почався з відкриттям парламенту в 1954 році. За згодою британських і єгипетських урядів Судан отримав незалежність 1 січня 1956, разом з тимчасовою конституцією. Сполучені Штати стали однією з перших іноземних держав, які визнали нову державу.
Однак в період підготовки до надання незалежності Судану, державні установи країни були розміщені в північній частині країни. Британська нездатність забезпечити справедливий розподіл впливу в країні між північчю і півднем створила всі передумови для майбутнього затяжного конфлікту. Араби в уряді Хартуму відступилися від своїх обіцянок сформувати федеративну систему управління державою, що призвело до збройного повстання християнського півдня країни. Відчуваючи себе безправними і обдуреними, жителі півдня почали здійснювати атаки на урядові війська, що спричинило за собою початок громадянської війни, спрямованої на створення незалежного Півдня.

## Хід війни
18 серпня 1955 частини Екваторіального корпусу (збройного підрозділу жителів півдня) підняли повстання в міста Торит, а через кілька днів — в Джубі і Мариді. Приводом до повстання став судовий процес над депутатом Національних зборів, а також підроблені телеграми, які закликали мусульманських чиновників на півдні пригнічувати південних суданців. Заколоти були придушені, але замість того, щоб здатися владі суданського уряду, багато заколотників пішли в підпілля разом зі зброєю, поклавши тим самим початок першої війни в Південному Судані. До кінця 1960-х війна призвела до загибелі близько 500 тисяч чоловік. Кілька сотень тисяч стали біженцями.
Повстанці поступово згуртувалися в сепаратистський рух, який здобув найменування Партизанська армія Аняня. До 1969 року Аняня розповсюдила свій вплив ще на дві південні провінції — Верхній Ніл і Бахр-ель-Газаль. З того часу повстанці стали отримувати зброю і амуніцію з боку зарубіжних держав. Ізраїль, наприклад, навчав повстанців веденню війни і постачав їх зброєю через Ефіопію і Уганду. Жителі півдня також купували зброю у конголезьких повстанців і міжнародних торговців зброєю. Розраховувалися вони грошима, надісланими представниками південно-суданської діаспори з Близького Сходу, Західної Європи та Північної Америки. Бунтівники також використовували трофейну зброю, обладнання та витратні матеріали, відбиті в урядових військ.
Уряд був не в змозі скористатися розбіжностями всередині повстанців. Перший незалежний уряд Судану на чолі з прем'єр-міністром Ісмаїлом аль-Азхарі виявився неефективним і був повалений в результаті державного перевороту начальником штабу армії генерал-лейтенантом Ібрагімом Аббудом в 1958 році. Протести проти дій військового уряду привели до створення тимчасового уряду в жовтні 1964 року.
На хвилі народних протестів на політичній сцені Судану утвердився Хасан ат-Турабі, тоді студент, пізніше — духовний лідер мусульман Судану. Між 1966 і 1969 роками ісламістські уряди Судану виявилися не в змозі впоратися з різноманітністю етнічних і економічних проблем. Після другого військового перевороту 25 травня 1969 року полковник Джафар Німейрі став прем'єр-міністром і оголосив політичні партії поза законом.
У цей час повстанці контролювали більшу частину сіл в Південному Судані, в той час як урядові війська окупували великі міста регіону. Повстанські загони були занадто малі і розсіяні на великій площі регіону. Після державного перевороту в 1969 році сутичок в Південному регіоні стало набагато менше. Однак коли переговори не привели до врегулювання конфлікту, Хартум збільшив чисельність військ на півдні до 12 000 чоловік. У серпні 1968 року Радянський Союз уклав військові угоди з Суданом на суму в 100—150 млн. доларів США на поставки зброї: танків Т-55, бронетранспортерів і літаків. Судан отримував радянську зброя через Єгипет. До кінця 1969 Радянський Союз поставив в Судан 85-мм зенітні гармати, шістнадцять МіГ-21 і п'ять транспортних літаків Ан-24.
Конфлікт між марксистською і немарксистською фракціями в правлячій військовій еліті Судану привів до чергового перевороту в липні 1971 року. У влади опинився уряд, сформований Комуністичною партією Судану, але дуже скоро Німейрі повернувся до влади. У тому ж році громадянин Німеччини Рольф Штайнер, який таємно консультував повстанців з військових питань, був узятий в полон в Кампалі і депортований в Хартум. Суд Судану спочатку засудив його до смерті, три роки Штайнер відсидів у в'язниці, але після цього його відпустили під тиском з боку уряду Західної Німеччини.
В 1969 році розбіжності всередині повстанського табору призвели до зміни керівництва. Місце Аггрея Джейдена на чолі повстанців зайняв Гордон Маєн. Південний Судан в цей час змінив своє найменування на Нільську республіку і відновив війну проти Хартума, хоча деякі з прихильників Джейдена відмовилися співпрацювати з Маєн. В 1971 році колишній армійський лейтенант Джозеф Лагу організував переворот проти Маєна за підтримки Ізраїлю і проголосив створення Визвольного руху Південного Судану. Всі лідери угруповань об'єдналися навколо Лагу.

## Результати
В жовтні 1971 року Хартум вперше вступив в контакт з визвольним рухом Південного Судану. Спочатку точки зору двох сторін були далекі один від одного, жителі півдня вимагали створення федеративної держави з окремим урядом і армією. Однак в підсумку обидві сторони, за допомогою ефіопського імператора Хайле Селассіє дійшли згоди.
Аддис-Абебська угода гарантувала автономію для південного регіону, що складається з трьох провінцій, створення 12-тисячної армії, в якій було б порівну північних і південних офіцерів. Арабська мова була визнана єдиною офіційною мовою в Судані, а англійська отримала статус регіональної мови на півдні країни.
Хоча багато лідерів повстанців були проти підписання перемир'я, Лагу погодився на ці умови припинення вогню. Національний уряд Судану видав указ про вступ угоди в законну силу і про створення міжнародної комісії перемир'я для забезпечення благополучного повернення біженців. Хартум також оголосив амністію для повстанців. Громадянська війна закінчилася в 1972 році після підписання Аддис-Абебської угоди; півдню Судану було надано широку регіональну автономію. Однак жителі залишилися незадоволені результатом війни і через десять років перерви в країні знову спалахнула друга громадянська війна в Судані.